# A Kaliforgia epizódjainak listája
Ez a cikk a Kaliforgia című sorozat epizódjait listázza.

## Évados áttekintés
| Évad | Évad | Epizódok | Eredeti sugárzás     | Eredeti sugárzás   | Eredeti adó | Magyar sugárzás      | Magyar sugárzás      | Magyar adó |
| Évad | Évad | Epizódok | Évadpremier          | Évadfinálé         | Eredeti adó | Évadpremier          | Évadfinálé           | Magyar adó |
| ---- | ---- | -------- | -------------------- | ------------------ | ----------- | -------------------- | -------------------- | ---------- |
|      | 1    | 12       | 2007. augusztus 13.  | 2007. október 29.  | Showtime    | 2007. november 6.    | 2008. január 22.     | HBO        |
|      | 2    | 12       | 2008. szeptember 28. | 2008. december 14. | Showtime    | 2009. január 6.      | 2009. március 24.    | HBO        |
|      | 3    | 12       | 2009. szeptember 27. | 2009. december 13. | Showtime    | 2010. szeptember 18. | 2010. december 11.   | AXN        |
|      | 4    | 12       | 2011. január 9.      | 2011. március 27.  | Showtime    | 2011. május 3.       | 2011. június 7.      | HBO        |
|      | 5    | 12       | 2012. január 8.      | 2012. április 1.   | Showtime    | 2012. március 13.    | 2012. május 29.      | HBO        |
|      | 6    | 12       | 2013. január 13.     | 2013. április 7.   | Showtime    | 2013. április 16.    | 2013. július 2.      | HBO        |
|      | 7    | 12       | 2014. április 13.    | 2014. június 29.   | Showtime    | 2014. július 15.     | 2014. szeptember 30. | HBO        |

## 1. évad (2007)
| Sor. | Év. | Cím                                                                   | Rendező          | Író                           | Premier                                 |
| ---- | --- | --------------------------------------------------------------------- | ---------------- | ----------------------------- | --------------------------------------- |
| 1.   | 1.  | Bevezető rész (Pilot)                                                 | Stephen Hopkins  | Tom Kapinos                   | 2007. augusztus 13. 2007. november 6.   |
| 2.   | 2.  | Pokoli blog (Hell-A Woman)                                            | Scott Winant     | Tom Kapinos                   | 2007. augusztus 20. 2007. november 13.  |
| 3.   | 3.  | Babilon szajhája (The Whore of Babylon)                               | Scott Winant     | Tom Kapinos                   | 2007. augusztus 27. 2007. november 20.  |
| 4.   | 4.  | Félelem és rettegés a fogadáson (Fear and Loathing at the Fundraiser) | Michael Lembeck  | Daisy Gardner                 | 2007. szeptember 3. 2007. november 27.  |
| 5.   | 5.  | LOL (LOL)                                                             | Bart Freundlich  | Susan McMartin                | 2007. szeptember 10. 2007. december 4.  |
| 6.   | 6.  | Abszintban az igazság (Absinthe Makes the Heart Grow Fonder)          | Ken Whittingham  | Tom Kapinos és Eric Weinberg  | 2007. szeptember 17. 2007. december 11. |
| 7.   | 7.  | Zavart lányok (Girls, Interrupted)                                    | Tucker Gates     | Gina Fattore                  | 2007. szeptember 24. 2007. december 18. |
| 8.   | 8.  | Alma és a fája (California Son)                                       | Scott Winant     | Tom Kapinos                   | 2007. október 1. 2007. december 25.     |
| 9.   | 9.  | Mindig az a mocskos pénz (Filthy Lucre)                               | Scott Burns      | Ildy Modrovich                | 2007. október 8. 2008. január 1.        |
| 10.  | 10. | Ördögi édeshármas (The Devil's Threesome)                             | John Dahl        | Tom Kapinos                   | 2007. október 15. 2008. január 8.       |
| 11.  | 11. | Lapozzunk (Turn the Page)                                             | David Von Ancken | Gina Fattore és Eric Weinberg | 2007. október 22. 2008. január 15.      |
| 12.  | 12. | Az utolsó tánc (The Last Waltz)                                       | Scott Winant     | Tom Kapinos                   | 2007. október 29. 2008. január 22.      |

## 2. évad (2008)
| Sor. | Év. | Cím                                                           | Rendező          | Író                          | Premier                              |
| ---- | --- | ------------------------------------------------------------- | ---------------- | ---------------------------- | ------------------------------------ |
| 13.  | 1.  | Nyelvbotlás (Slip of the Tongue)                              | David Duchovny   | Tom Kapinos                  | 2008. szeptember 28. 2009. január 6. |
| 14.  | 2.  | A nagy Ashby (The Great Ashby)                                | David Von Ancken | Tom Kapinos                  | 2008. október 5. 2009. január 13.    |
| 15.  | 3.  | Így nem bánunk a hölgyekkel (No Way to Treat a Lady)          | John Dahl        | Gina Fattore                 | 2008. október 12. 2009. január 20.   |
| 16.  | 4.  | Gumitlan árva (The Raw & the Cooked)                          | David Von Ancken | Tom Kapinos                  | 2008. október 19. 2009. január 27.   |
| 17.  | 5.  | Pinai negyed (Vaginatown)                                     | Ken Whittingham  | Jay Dyer                     | 2008. október 26. 2009. február 3.   |
| 18.  | 6.  | Kokszpöcs és az első rúgás (Coke Dick & First Kick)           | Michael Lehmann  | Gina Fattore és Gabriel Roth | 2008. november 2. 2009. február 10.  |
| 19.  | 7.  | Magányos helyen (In a Lonely Place)                           | Jake Kasdan      | Tom Kapinos                  | 2008. november 9. 2009. február 17.  |
| 20.  | 8.  | Beverly Hills-i randevú (Going Down and Out in Beverly Hills) | Danny Ducovny    | Daisy Gardner                | 2008. november 16. 2009. február 24. |
| 21.  | 9.  | Körtánc (La Ronde)                                            | Adam Bernstein   | Gina Fattore                 | 2008. november 23. 2009. március 3.  |
| 22.  | 10. | Méhen belül (In Utero)                                        | David Von Ancken | Tom Kapinos                  | 2008. november 30. 2009. március 10. |
| 23.  | 11. | Laurel Canyon-i blues (Blues from Laurel Canyon)              | Michael Lehmann  | Gina Fattore                 | 2008. december 7. 2009. március 17.  |
| 24.  | 12. | Édes kis halál (La Petite Mort)                               | Bart Freundlich  | Tom Kapinos                  | 2008. december 14. 2009. március 24. |

## 3. évad (2009)
| Sor. | Év. | Cím                                                | Rendező                             | Író                            | Premier                                   |
| ---- | --- | -------------------------------------------------- | ----------------------------------- | ------------------------------ | ----------------------------------------- |
| 25.  | 1.  | Bárcsak lennél (Wish You Were Here)                | David Duchovny                      | Tom Kapinos                    | 2009. szeptember 27. 2010. szeptember 18. |
| 26.  | 2.  | Méz és erőszak földje (The Land of Rape and Honey) | Bart Freundlich és David Von Ancken | Tom Kapinos                    | 2009. október 4. 2010. szeptember 25.     |
| 27.  | 3.  | Háklik és süketelés (Verities & Balderdash)        | David Von Ancken                    | Gina Fattore                   | 2009. október 11. 2010. október 2.        |
| 28.  | 4.  | Jelek (Zoso)                                       | Bart Freundlich                     | Tom Kapinos                    | 2009. október 18. 2010. október 9.        |
| 29.  | 5.  | Régi szép idők (Slow Happy Boys)                   | David Von Ancken                    | Tom Kapinos                    | 2009. október 25. 2010. október 16.       |
| 30.  | 6.  | Üvegházak (Glass Houses)                           | Michael Lehmann                     | Gina Fattore                   | 2009. november 1. 2010. október 30.       |
| 31.  | 7.  | Szóval az van, hogy... (So Here's the Thing...)    | John Dahl                           | Daisy Gardner                  | 2009. november 8. 2010. november 6.       |
| 32.  | 8.  | A kéró (The Apartment)                             | Adam Bernstein                      | Tom Kapinos                    | 2009. november 15. 2010. november 13.     |
| 33.  | 9.  | Mr. Rossz Példa (Mr. Bad Example)                  | John Dahl                           | Gina Fattore és Matt Patterson | 2009. november 22. 2010. november 20.     |
| 34.  | 10. | Kutyaélet (Dogtown)                                | Seith Mann                          | Tom Kapinos és Gina Fattore    | 2009. november 29. 2010. november 27.     |
| 35.  | 11. | Jövés-menés (Comings & Goings)                     | David Von Ancken                    | Gina Fattore és Daisy Gardner  | 2009. december 6. 2010. december 4.       |
| 36.  | 12. | Mia Culpa (Mia Culpa)                              | Stephen Hopkins                     | Tom Kapinos                    | 2009. december 13. 2010. december 11.     |

## 4. évad (2011)
| Sor. | Év. | Cím                                                   | Rendező              | Író                         | Premier                           |
| ---- | --- | ----------------------------------------------------- | -------------------- | --------------------------- | --------------------------------- |
| 37.  | 1.  | Kitaszítva (Exile on Main St.)                        | David Von Ancken     | Tom Kapinos                 | 2011. január 9. 2011. május 3.    |
| 38.  | 2.  | Végzetes megoldás (Suicide Solution)                  | David Duchovny       | Tom Kapinos                 | 2011. január 16. 2011. május 3.   |
| 39.  | 3.  | Otthon, édes otthon (Home Sweet Home)                 | Adam Bernstein       | Tom Kapinos                 | 2011. január 23. 2011. május 10.  |
| 40.  | 4.  | Majomparádé (Monkey Business)                         | Bart Freundlich      | Gabe Roth és Matt Patterson | 2011. január 30. 2011. május 10.  |
| 41.  | 5.  | Pillanatkép (Freeze-Frame)                            | Beth McCarthy Miller | Tom Kapinos                 | 2011. február 6. 2011. május 17.  |
| 42.  | 6.  | Ügyvédek, fegyverek és pénz (Lawyers, Guns and Money) | John Dahl            | Vanessa Reisen              | 2011. február 13. 2011. május 17. |
| 43.  | 7.  | Ügyvédváltás (The Recused)                            | Michael Weaver       | Tom Kapinos                 | 2011. február 20. 2011. május 24. |
| 44.  | 8.  | Felvétel indul, seggfej! (Lights. Camera. Asshole)    | Adam Bernstein       | Tom Kapinos                 | 2011. február 27. 2011. május 24. |
| 45.  | 9.  | Egy újabb remek nap (Another Perfect Day)             | Michael Lehmann      | Tom Kapinos és Gabe Roth    | 2011. március 6. 2011. május 31.  |
| 46.  | 10. | A tárgyalás (The Trial)                               | Seith Mann           | Tom Kapinos                 | 2011. március 13. 2011. május 31. |
| 47.  | 11. | Az utolsó vacsora (The Last Supper)                   | John Dahl            | Tom Kapinos                 | 2011. március 20. 2011. június 7. |
| 48.  | 12. | Igazságot mindenkinek (...And Justice for All)        | Adam Bernstein       | Tom Kapinos                 | 2011. március 27. 2011. június 7. |

## 5. évad (2012)
| Sor. | Év. | Cím                                                            | Rendező           | Író         | Premier                             |
| ---- | --- | -------------------------------------------------------------- | ----------------- | ----------- | ----------------------------------- |
| 49.  | 1.  | Vissza LA-be (JFK to LAX)                                      | John Dahl         | Tom Kapinos | 2012. január 8. 2012. március 13.   |
| 50.  | 2.  | Hullahegyek (The Way of the Fist)                              | David Duchovny    | Tom Kapinos | 2012. január 15. 2012. március 20.  |
| 51.  | 3.  | Fiúk és lányok (Boys & Girls)                                  | Seith Mann        | Tom Kapinos | 2012. január 22. 2012. március 27.  |
| 52.  | 4.  | Csodára várva (Waiting for the Miracle)                        | Bart Freundlich   | Tom Kapinos | 2012. január 29. 2012. április 3.   |
| 53.  | 5.  | Terepszemle (The Ride-Along)                                   | Millicent Shelton | Tom Kapinos | 2012. február 5. 2012. április 10.  |
| 54.  | 6.  | Szerelmes dal (Love Song)                                      | Eric Stoltz       | Tom Kapinos | 2012. február 12. 2012. április 17. |
| 55.  | 7.  | Megint a régi nóta (Here I Go Again)                           | Michael Weaver    | Tom Kapinos | 2012. február 19. 2012. április 24. |
| 56.  | 8.  | Nyers. Írta: Tyler Stevens. (Raw)                              | Bart Freundlich   | Tom Kapinos | 2012. március 4. 2012. május 1.     |
| 57.  | 9.  | A forgatás (At the Movies)                                     | Helen Hunt        | Tom Kapinos | 2012. március 11. 2012. május 8.    |
| 58.  | 10. | Perverzek és ribancok (Perverts & Whores)                      | Bart Freundlich   | Tom Kapinos | 2012. március 18. 2012. május 15.   |
| 59.  | 11. | A parti (The Party)                                            | Michael Lehmann   | Tom Kapinos | 2012. március 25. 2012. május 22.   |
| 60.  | 12. | A pokol nem is olyan rossz hely (Hell Ain't a Bad Place to Be) | Adam Bernstein    | Tom Kapinos | 2012. április 1. 2012. május 29.    |

## 6. évad (2013)
| Sor. | Év. | Cím                                                    | Rendező          | Író         | Premier                            |
| ---- | --- | ------------------------------------------------------ | ---------------- | ----------- | ---------------------------------- |
| 61.  | 1.  | Nincs bocsánat (The Unforgiven)                        | David Duchovny   | Tom Kapinos | 2013. január 13. 2013. április 16. |
| 62.  | 2.  | Ne add fel! (Quitters)                                 | John Dahl        | Tom Kapinos | 2013. január 20. 2013. április 23. |
| 63.  | 3.  | Halott rocksztárok (Dead Rock Stars)                   | Adam Bernstein   | Tom Kapinos | 2013. január 27. 2013. április 30. |
| 64.  | 4.  | Üdv a meleg pokolban (Hell Bent for Leather)           | David Von Ancken | Tom Kapinos | 2013. február 10. 2013. május 7.   |
| 65.  | 5.  | A rock 'n' roll világa (Rock and a Hard Place)         | David Von Ancken | Tom Kapinos | 2013. február 17. 2013. május 14.  |
| 66.  | 6.  | A felhők felett (In the Clouds)                        | David Von Ancken | Tom Kapinos | 2013. február 24. 2013. május 21.  |
| 67.  | 7.  | Az elrettentés (The Dope Show)                         | Michael Weaver   | Tom Kapinos | 2013. március 3. 2013. május 28.   |
| 68.  | 8.  | A lesújtó kritika (Everybody's a Fucking Critic)       | Seith Mann       | Tom Kapinos | 2013. március 10. 2013. június 4.  |
| 69.  | 9.  | Bolondokháza (Mad Dogs & Englishmen)                   | Adam Bernstein   | Tom Kapinos | 2013. március 17. 2013. június 11. |
| 70.  | 10. | Vakhit (Blind Faith)                                   | Adam Bernstein   | Tom Kapinos | 2013. március 24. 2013. június 18. |
| 71.  | 11. | A búcsú (The Abby)                                     | Michael Weaver   | Tom Kapinos | 2013. március 31. 2013. június 25. |
| 72.  | 12. | Nézz szembe a félelmeiddel (I'll Lay My Monsters Down) | Stephen Hopkins  | Tom Kapinos | 2013. április 7. 2013. július 2.   |

## 7. évad (2014)
| Sor. | Év. | Cím                                                      | Rendező          | Író         | Premier                               |
| ---- | --- | -------------------------------------------------------- | ---------------- | ----------- | ------------------------------------- |
| 73.  | 1.  | Levon (Levon)                                            | David Duchovny   | Tom Kapinos | 2014. április 13. 2014. július 15.    |
| 74.  | 2.  | Julia (Julia)                                            | Adam Bernstein   | Tom Kapinos | 2014. április 20. 2014. július 22.    |
| 75.  | 3.  | Nem esik messze az alma a fájától (Like Father Like Son) | Michael Lehmann  | Tom Kapinos | 2014. április 27. 2014. július 29.    |
| 76.  | 4.  | A ranglétra (Dicks)                                      | David Von Ancken | Tom Kapinos | 2014. május 4. 2014. augusztus 5.     |
| 77.  | 5.  | A méregtelenítés (Getting the Poison Out)                | Seith Mann       | Tom Kapinos | 2014. május 11. 2014. augusztus 12.   |
| 78.  | 6.  | A parti (Kickoff)                                        | David Von Ancken | Tom Kapinos | 2014. május 18. 2014. augusztus 19.   |
| 79.  | 7.  | A mosolyfelelősök (Smile)                                | John Dahl        | Tom Kapinos | 2014. május 25. 2014. augusztus 26.   |
| 80.  | 8.  | Forgatási szünet (30 Minutes or Less)                    | David Von Ancken | Tom Kapinos | 2014. június 1. 2014. szeptember 2.   |
| 81.  | 9.  | Hit, remény, szerelem (Faith, Hope, Love)                | John Dahl        | Tom Kapinos | 2014. június 8. 2014. szeptember 9.   |
| 82.  | 10. | Vacsora a barátokkal (Dinner With Friends)               | Adam Bernstein   | Tom Kapinos | 2014. június 15. 2014. szeptember 16. |
| 83.  | 11. | Becca (Daughter)                                         | Michael Lehmann  | Tom Kapinos | 2014. június 22. 2014. szeptember 23. |
| 84.  | 12. | Remény (Grace)                                           | Adam Bernstein   | Tom Kapinos | 2014. június 29. 2014. szeptember 30. |